# Desdemona (Texas)
Desdemona è una città fantasma della contea di Eastland situata ad est di Abilene, nel Texas occidentale. La comunità si trova sulla Texas State Highway 16 che la collega alle Farm-to-Market Roads 8 e 2214, a circa venti miglia a sud-est di Eastland, il capoluogo della contea, e a venti miglia a ovest di Stephenville, sede della Tarleton State University. In passato era un centro abitato cresciuto grazie a un boom in seguito alla scoperta del petrolio.

## Storia

### La fondazione come Hogtown
Risalente al 1857, Desdemona fu una delle prime città texane fondate a ovest del fiume Brazos. I coloni costruirono un fortino su un terreno di proprietà di C.C. Blair per proteggersi dagli attacchi indiani dei Comanche. Nel 1873 fu costruita la Rockdale Baptist Church, la prima organizzazione di qualsiasi tipo nella contea di Eastland. Due anni dopo, i fratelli William e Ben Funderburg acquisirono i terreni del Fort Blair e procedettero alla creazione della comunità, chiamata Hogtown a causa della vicinanza al torrente Hog Creek. Nel 1877 con un'autorizzazione venne istituito l'ufficio postale con il nome di "Desdemona", un riferimento non al personaggio di Shakespeare, ma alla figlia di un giudice di pace che operava nell'area. Durante gli anni 1890, l'agricoltura era importante a Desdemona, in particolare le arachidi. La popolazione era di 340 abitanti nel 1904.

### Boomtown
Nel 1914, l'uomo d'affari J.W. "Shorty" Carruth perforò un pozzo poco produttivo e costoso e iniziò a vendere azioni alla Carruth Oil Company di sua proprietà, anche se travisò il valore effettivo. Nel 1923, un gran giurì federale incriminò Carruth di aver usato la posta per frodare gli investitori per circa 7 milioni di dollari. Dichiarò di essere il colpevole e venne condannato a un anno nel penitenziario federale di Leavenworth, Kansas. Il giudice in carica paragonò Carruth a un "bandito".
Nel settembre 1918, Tom Dees, direttore dell'Hog Creek Oil Company, scoprì il petrolio su un terreno di proprietà di Joe Duke, e Desdemona si unì rapidamente alla lista delle boomtown western. Ben sedicimila persone si stabilirono a Desdemona tra il 1919 e il 1922. A quel tempo, il campo di Desdemona era forse il secondo più grande nella fascia petrolifera, e gli azionisti dell'Hog Creek Oil Company potevano vendere le loro azioni da $100 a $10250 ciascuna. Nonostante la sua ricchezza, Desdemona era afflitta da problemi di igiene quando piogge persistenti inondavano le strade e traboccavano i pozzi petroliferi. L'influenza e la febbre tifoide raggiunsero proporzioni epidemiche.
Mentre la maggior parte degli uomini di Desdemona lavorava nei campi petroliferi, la prostituzione prosperò al Lone Star Hotel di Main Street. All'apogeo del boom petrolifero, c'erano anche almeno quattro sale da gioco nella comunità.
Per controllare l'illegalità, i residenti di Desdemona formarono la "Lega della legge e dell'ordine". Il 20 novembre 1920, un incendio distrusse la Rockdale Baptist Church, più tardi gestita dal pastore J. A. Kidd, uno dei tanti cittadini importanti che si schierarono contro chi non rispettava la legge. Nell'aprile 1920, i Texas Rangers, che stavano pattugliando altre boomtown, tra cui Eastland, Ranger e Cisco, arrivarono a Desdemona. Gli agenti arrestarono circa 125 uomini ed espulso circa lo stesso numero di prostitute.

### Città fantasma
La produzione del petrolio scese da oltre sette milioni di barili nel 1919 a meno di tre milioni nel 1921. Il boom si concluse con la stessa rapidità con cui iniziò, e gran parte della nuova popolazione abbandonò la comunità. Un altro incendio nel 1921 distrusse un intero isolato. Anche il Lone Star Hotel venne bruciato. Con pochi residenti, Desdemona sciolse il suo governo municipale nel 1936, e l'intera area era governata dalla contea di Eastland. La scuola pubblica di Desdemona (gradi 1-12) fu costruita nel 1922, ampliata come progetto della Works Progress Administration nel 1937 e chiusa a causa della mancanza di iscrizioni nel 1969.
Nel 1976, novanta pozzi producevano ancora petrolio o gas naturale nel campo di Desdemona, e una fabbrica della Mobil produceva butano. Nel 1980 e anche nel 2000, la popolazione di Desdemona era di 180 abitanti. Nel 2013 tre imprese erano presenti nella città.